# Jussas
Jussas település Franciaországban, Charente-Maritime megyében. Lakosainak száma 153 fő (2022. január 1.). Jussas Chepniers, Corignac, Montendre, Polignac és Sousmoulins községekkel határos.

## Népesség
A település népességének változása:
| Lakosok száma | 107  | 123  | 96   | 101  | 124  | 138  | 150  | 158  | 156  | 153  |
|               | 1968 | 1982 | 1990 | 2006 | 2013 | 2015 | 2017 | 2019 | 2020 | 2022 |